# Cathorops nuchalis
Cathorops nuchalis är en fiskart som först beskrevs av Günther, 1864.  Cathorops nuchalis ingår i släktet Cathorops och familjen Ariidae. Inga underarter finns listade i Catalogue of Life.